# Barira
Barira is een gemeente in de Filipijnse provincie Maguindanao op het eiland Mindanao. Bij de laatste census in 2007 had de gemeente bijna 28 duizend inwoners.

## Geografie

### Bestuurlijke indeling
Barira is onderverdeeld in de volgende 14 barangays:
| - Barira - Bualan - Gadung - Korosoyan - Lamin - Liong - Lipa | - Lipawan - Marang - Minabay - Nabalawag - Panggao - Rominimbang - Togaig |

## Demografie
Barira had bij de census van 2007 een inwoneraantal van 27.607 mensen. Dit zijn 9.311 mensen (50,9%) meer dan bij de vorige census van 2000. De gemiddelde jaarlijkse groei komt daarmee uit op 5,84%, hetgeen hoger is dan het landelijk jaarlijks gemiddelde over deze periode (2,04%). Vergeleken met de census van 1995 is het aantal mensen met 9.782 (54,9%) toegenomen.

De bevolkingsdichtheid van Barira was ten tijde van de laatste census, met 27.607 inwoners op 241,67 km², 114,2 mensen per km².